# Бокгорн (Баварія)
Бокгорн (нім. Bockhorn) — громада в Німеччині, розташована в землі Баварія. Підпорядковується адміністративному округу Верхня Баварія. Входить до складу району Ердінг.
Площа — 47,15 км2. Населення становить 4144 ос. (станом на 31 грудня 2020).